# Jose Vriens
José Vriens (Roosendaal, 2 december 1963) is een Nederlandse schrijver van kinderboeken, familieromans en liefdesromans.

## Biografie
Vriens begon in 2000 met het schrijven van boeken. Tussen 2001 en 2007 zijn er verschillende kinderboeken, maar ook romans en enkele non-fictieboeken, verschenen bij onder andere  uitgeverij Gopher en de door haarzelf opgerichte uitgeverij Boekenbent. Voor de laatste was ze werkzaam als uitgever en redacteur. Onder het pseudoniem Josje Maas schreef ze van 2004 tot 2014 142 korte romans voor de verschillende Favorietseries van uitgeverij Marken. Vanaf 2009 verschijnen bij de uitgeverijen Westfriesland en Zomer & Keuning, beide onderdeel van Kok (uitgeverij) en Ellessy met enige regelmaat familie- en liefdesromans van haar hand. Daarnaast is ze werkzaam als freelancecorrector voor verschillende uitgevers.

## Prijzen en nominaties
- In 2004 werd José Vriens genomineerd voor de Cultuurprijs Roosendaal naar aanleiding van het boek Bloedmooi en moddervet
- In 2016 werd het boek Drijfzand genomineerd voor de Valentijnprijs 2016
- In 2017 werd het boek Verdwaald genomineerd voor de Valentijnprijs 2017
- In 2018 werd het boek Het huis aan de overkant genomineerd voor de Valentijnprijs 2018

## Romans
- Een goed verhaal - 2025 BraveNewBooks
- Wie ben jij? - 2024 BraveNewBooks
- Als de mist is verdwenen - 2024 Ellessy
- Als jij het zegt - 2024 Zomer en Keuning
- Hoe kun je! - 2019 Zomer en Keuning
- Gesloten ogen - 2018 Ellessy
- Spoken uit het verleden - 2018 Zomer en Keuning
- Een goed team - 2018 Ellessy
- Een plus een is drie - 2018 Zomer en Keuning
- Morgen is alles anders - 2017 Zomer en Keuning
- Donkere ogen - 2017 Ellessy
- Liefde en bedrog - 2017 Ellessy
- Het huis aan de overkant - 2017 Zomer en Keuning
- Getekend - 2016 Zomer en Keuning
- Net als in de film - 2016 Ellessy
- Vergeten - 2016 Zomer en Keuning
- Eigen kind - 2016 Zomer en Keuning (voltooide roman aan de hand van nagelaten materiaal van Henny Thijssing-Boer)
- Waar blijf je? - 2016 Ellessy
- Niet minder - 2016 Zomer en Keuning
- Vergeten - 2015 Zomer en Keuning
- Verdwaald - 2015 Ellessy - Genomineerd Valentijnprijs 2017
- Gestolen tijd - 2015 Zomer en Keuning
- Een harde noot - 2015 Ellessy
- Verblind - 2014 Zomer en Keuning
- Drijfzand - 2014 Ellessy - Genomineerd Valentijnprijs 2016
- Nieske - 2014 Zomer en Keuning (voltooide roman aan de hand van nagelaten materiaal van Henny Thijssing-Boer)
- Nooit meer - 2014 Zomer en Keuning
- Chinagirl - 2014 Zomer en Keuning
- Schuld - 2014 Ellessy
- Meesterwerk - 2013 Ellessy
- Onthulling in de wind - 2013 Zomer en Keuning (voltooide roman aan de hand van nagelaten materiaal van Henny Thijssing-Boer)
- In een net gevangen - 2013 Zomer en Keuning
- Groen - 2013 Westfriesland
- Tweede keus - 2013 Ellessy
- Genoeg - 2013 Zomer en Keuning
- Alles is te koop - 2012 Westfriesland
- Beauty en de boer - 2012 Ellessy
- Tegenwind - 2012 Ellessy
- Verbroken vertrouwen -2012 Zomer en Keuning
- Zonnestralen - 2012 Westfriesland
- Onschuldig verlangen - 2011 Ellessy
- Papieren noodzaak - 2011 Westfriesland
- De laatste bal - 2011 Ellessy
- Later is nu - 2010 Westfriesland
- Bestemming bereikt - 2010 Zomer en Keuning
- Volg je droom - 2010 Zomer en Keuning
- Kasteel te koop - 2010 Westfriesland
- Pokerface - 2010 Ellessy
- Nooit meer alleen - 2009 Westfriesland
- Bloedmooi en moddervet - 2004 Boekenbent
- Twijfel in haar hart - 2004 Boekenbent
- Jane Doe, donkere kamers - 2003 Boekenbent

## Kinderboeken
- Meneer Leo gaat op schoolreis - 2007 Boekenbent
- De jagers te slim af - 2006 Boekenbent
- Het Kategelnijnbord - 2006 Boekenbent
- De heks van het Weverspad - 2005 Boekenbent
- Wie is er bang van de wolf? - 2003 Boekenbent
- Gevangen in ijs - 2003 Boekenbent
- De zevende grot - 2002 Boekenbent
- Gimmers en bullebakken - 2001 Boekenbent

## Non-fictie
- Kralen Peyote - 2015
- Leven en leren leven met HMS/EDS - 2007 Boekenbent
- Opmaken? Doe het lekker zelf - 2006 Boekenbent

## Valentijngenootschap
In 2014 werd het Valentijngenootschap opgericht. José Vriens was een van de initiatiefnemers. Het genootschap bestaat uit Nederlandstalige auteurs die romantische boeken schrijven en promoten.